# مته مستاد
مته مستاد (انگلیسی: Mette Mestad؛ زادهٔ ۱۹ نوامبر ۱۹۵۸) ورزشکار ورزش دوگانه اهل نروژ است.